# Jakir (Izrael)
Jakir (hebr. יקיר) – wieś położona w samorządzie regionu Szomeron, w Dystrykcie Judei i Samarii, w Izraelu.
Leży w zachodniej części Samarii, w otoczeniu terytoriów Autonomii Palestyńskiej.

## Historia
Osada została założona w 1981 przez religijnych żydowskich osadników.